# Џиду Кришнамурти
Џиду Кришнамурти (енгл. Jiddu Krishnamurti; Маданапал, 11. мај 1895 — Охај, 17. фебруар 1986) је био познати индијски филозоф и писац. Говорио је о духовности, медитацији, људским односима и позитивној промени у глобалном друштву.
Кришнамурти је рођен 11. маја 1895. године у индијском граду Маданапалу у браманској породици која се хранила искључиво вегетаријански. Отац му је био чиновник британске колонијалне управе и члан Теозофског друштва. Његови родитељи су имали једанаесторо деце од којих је само шест преживело детињство. Он је био слабо, болешљиво и „сањареће“ дете, које су учитељи и отац редовно тукли, држећи га умно поремећеним. Као дете је имао чудна искуства, „видећи“ сестру након њене смрти, као и мајку која је умрла када му је било десет.
1909. је у четрнаестој години срео Чарлса Вестера Лидбитера, предводника Теозофског друштва, на плажи испред седишта Теозофског друштва у индијском граду Адјару. Од тада га подижу Ени Бесант и Лидбитер који су веровали да је он „возило“ за очекиваног „Светског Учитеља“. Са 34 године је стекао славу и статус месије, када га је Теозофско друштво прогласило за инкарнацију Маитреје Буде. Касније се успротивио овој идеји и распустио међународну организацију Ред звезде, основану да је подржи. Остатак живота је провео објављујући књиге и држећи беседе широм Индије, Европе и САД. Написао је више књига, међу којима „Прва и последња слобода“ (The First and Last Freedom), „Једина револуција“ (The Only Revolution) и „Кришнамуртијева бележница“ (Krishnamurti's Notebook). Поред тога, објављен је и велик број његових беседа. Са деведесет година је говорио Уједињеним нацијама о миру и свесности. Награђен је мировном медаљом УН 1984. године. Последњу беседу одржао је у Мадрасу у Индији јануара 1986, месец дана пре него што је умро у свом дому у калифорнијском градићу Охај.
Његове присталице и даље путем организација у Индији, Енглеској и САД, окупљених око његовог учења, објављују широм света на разним језицима његове многобројне књиге и беседе.